# Karl-Erik Rignell
Karl-Erik Rignell, född 15 juli 1917 i Everlövs församling i Malmöhus län, död 7 maj 2013 i Lund, var en svensk präst och språkvetare. Han var son till Karl Rignell och bror till Gösta Rignell.

## Studier och yrkesliv
Efter studentexamen i Eslöv 1939 blev Rignell teologie kandidat 1945 och prästvigdes 1946. Han blev filosofie kandidat 1965 och 1979 filosofie doktor i semitiska språk på avhandlingen A Letter from Jacob of Edessa to John the Stylite of Litarab Concerning Ecclesiastical Canons.
Han var pastorsadjunkt och vice pastor i Näsums och Jämshögs församlingar 1946–1949, blev vice pastor i Skånes-Fagerhults församling 1949, i Löderups församling 1950, kyrkoadjunkt i Norra Vrams församling 1951, tillförordnad kyrkoherde i Ivö och Kiaby församlingar 1956, i Åryds församling 1961, kyrkoadjunkt i Hällaryds och Åryds församlingar 1962 samt kyrkoherde i Fränninge, Vollsjö och Brandstads församlingar 1966 (1974 utökades pastoratet med Öveds och Östra Kärrstorps församlingar). 
År 1977 blev Rignell prost i Färs kontrakt. Han blev emeritus 1982 och ordförande i Kyrkliga förbundet i Lunds stift 1988 efter Samuel Adrian. Rignell är begravd på Fränninge kyrkogård.

## Lokalhistoria
När Rignell var präst i Kiaby skrev han en bok om Ivöns historia från geologisk tid till modern tid. Hans övriga lokalhistoriska skrifter har anknytning till hans familjehistoria. År 1988 publicerade han två verk om faderns födelsesocken Svensköp. Fadern var kyrkoherde i Everlöv och denna socken skrev han två böcker om, dels om prästgården, dels om folkliv vid 1900-talets början. Föreningen Frenningeboken med Rignell som primus motor grundades 1990 som ett resultat av en studiecirkel bildad 1979 under rubriken Vi och vår kyrka på initiativ av Rignell. Studiecirkeln resulterade 1987 i boken Frenninge socken genom tiderna. År 1991 utkom Mollerödsgården och Frenningebygden som bland annat innehåller en dagbok från 1850-talet. Frenninge socken i ord och bild var en fotobok och utgavs 1995. År 2009 utkom Liv och leverne i Frenninge socken.